# Calahorra
Calahorra ist eine historisch bedeutsame Stadt und eine Gemeinde (municipio) mit 25.064 Einwohnern (Stand: 2024) im Osten der Autonomen Gemeinschaft La Rioja in Nordspanien. Calahorra ist die zweitgrößte Stadt der Region und Sitz eines Bischofs; sie liegt an einer von Saragossa und Barcelona kommenden Nebenstrecke des Jakobswegs.

## Lage und Klima
Calahorra liegt in einer Höhe von ca. 360 m auf dem Nordufer des Río Cidacos und ca. 3 km von dessen Einmündung in den Ebro entfernt, der gleichzeitig die Grenze zur Region Navarra bildet; Logroño, die Hauptstadt der Region La Rioja, befindet sich knapp 50 km (Fahrtstrecke) nordwestlich. Das Klima ist gemäßigt bis warm; Regen (ca. 545 mm/Jahr) fällt übers Jahr verteilt.

## Bevölkerungsentwicklung
| Jahr      | 1857  | 1900  | 1950   | 2000   | 2017   |
| Einwohner | 7.104 | 9.475 | 13.534 | 18.924 | 23.737 |

Infolge der Landflucht als Folge der Mechanisierung der Landwirtschaft sowie der Aufgabe von bäuerlichen Kleinbetrieben und des daraus resultierenden geringeren Arbeitskräftebedarfs auf dem Land ist die Zahl der städtischen Einwohner seit Beginn des 20. Jahrhunderts deutlich angestiegen.

## Wirtschaft
Calahorra ist ein regionales Zentrum für Obst- und Gemüseanbau; daneben ist es ein regionales Geschäfts-, Handwerks- und Dienstleistungszentrum. Kleinindustrie existiert in Form von Konserven- und Schuhfabriken.
Am 26. Mai 2022 ist es in einer Biodiesel-Fabrik im Industriegebiet El Recuenco zu einer Explosion und einem mit zwei Toten gekommen.

## Geschichte

### Altertum
In vorrömischer Zeit wurde der Ort Calagurris genannt und war eine Stadt der Vasconen. Erstmals wird Calagurris im Jahr 186 v. Chr. als Schauplatz einer zwischen Keltiberern und Römern ausgetragenen Schlacht erwähnt. Diese konnten die von Lucius Manlius Acidinus Fulvianus kommandierten Römer für sich entscheiden. Während der römischen Bürgerkriege stand die Stadt auf der Seite des Quintus Sertorius und half ihm gegen Gnaeus Pompeius Magnus. Sie leistete Pompeius seit dem Jahr 76 v. Chr. erfolgreichen Widerstand und konnte erst nach Sertorius’ Tod (72 v. Chr.) von Pompeius’ Legaten Lucius Afranius eingenommen werden, nachdem die eingeschlossenen Bewohner zunehmend unter solchem Hunger gelitten hatten, dass es zu Kannibalismus gekommen war und sie sich schließlich ergeben mussten. Der Fall von Calagurris führte zum Ende des Sertorianischen Krieges.
Von Augustus zum Munizipium erhoben gehörte die Stadt zum Bezirk Caesaraugusta und wurde Calagurris Iulia Na(s)sica genannt, um sie vom nahegelegenen Calagurris Fibularensis (vielleicht mit dem heutigen Loarre identisch) zu unterscheiden. Unter den römischen Kaisern hatte sie das Recht, Münzen zu schlagen; so fanden sich zahlreiche Asse mit den Köpfen des Augustus und Tiberius. Außerdem hatte Augustus einen Teil seiner Leibwache aus Calagurritani (antiker Name der Einwohner von Calahorra) rekrutiert. Zur Zeit der Westgoten besaß die Stadt eine Münzprägestätte und war seit dem 5. Jahrhundert Sitz eines Bischofs.

### Mittelalter

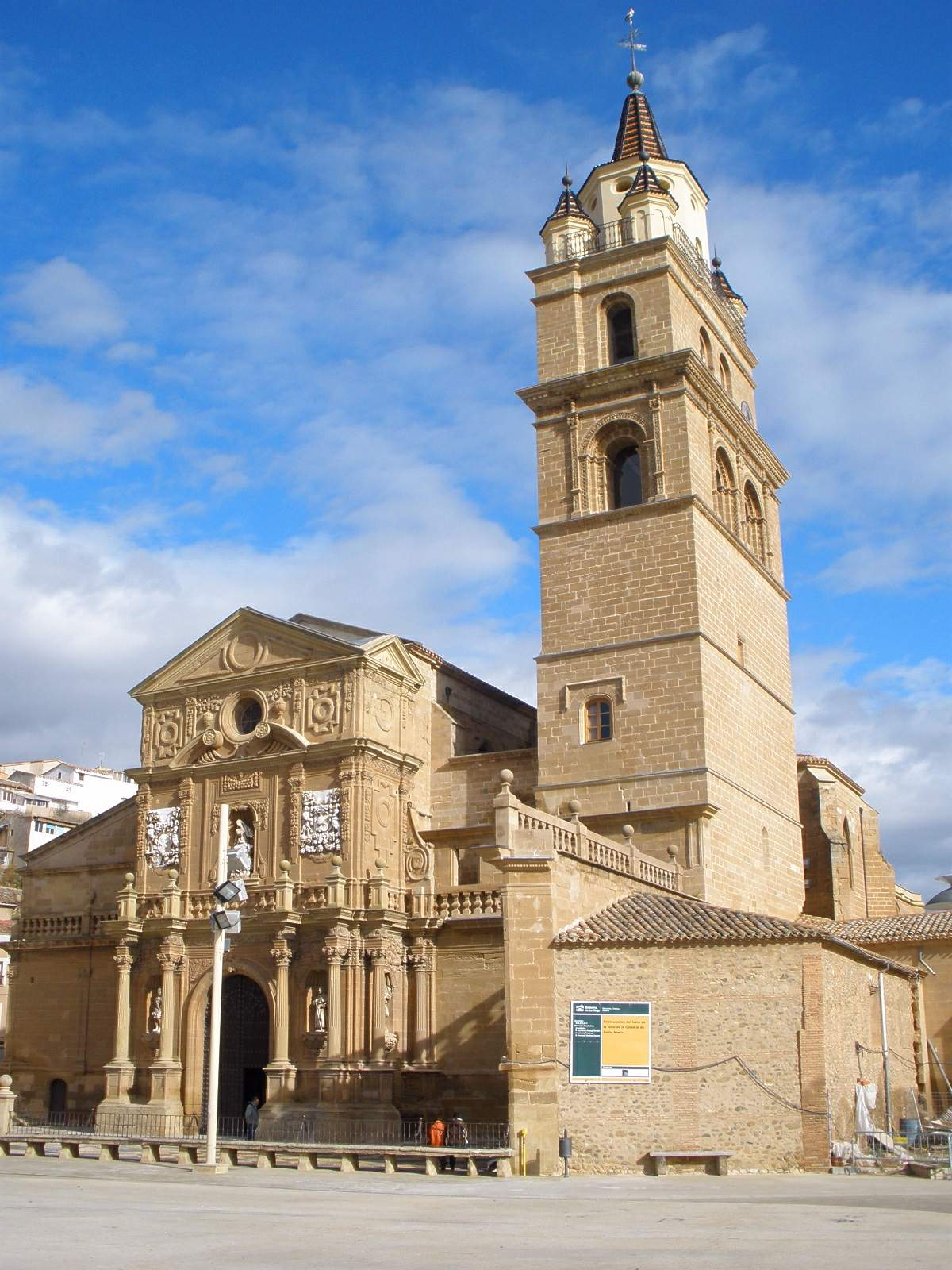
Kathedrale

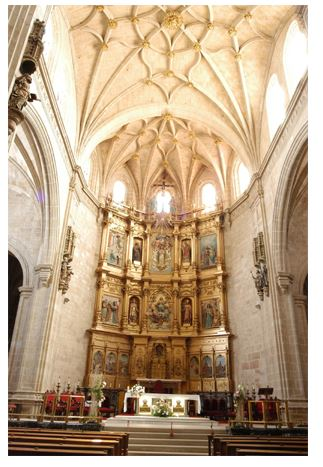
Altarretabel der Kathedrale

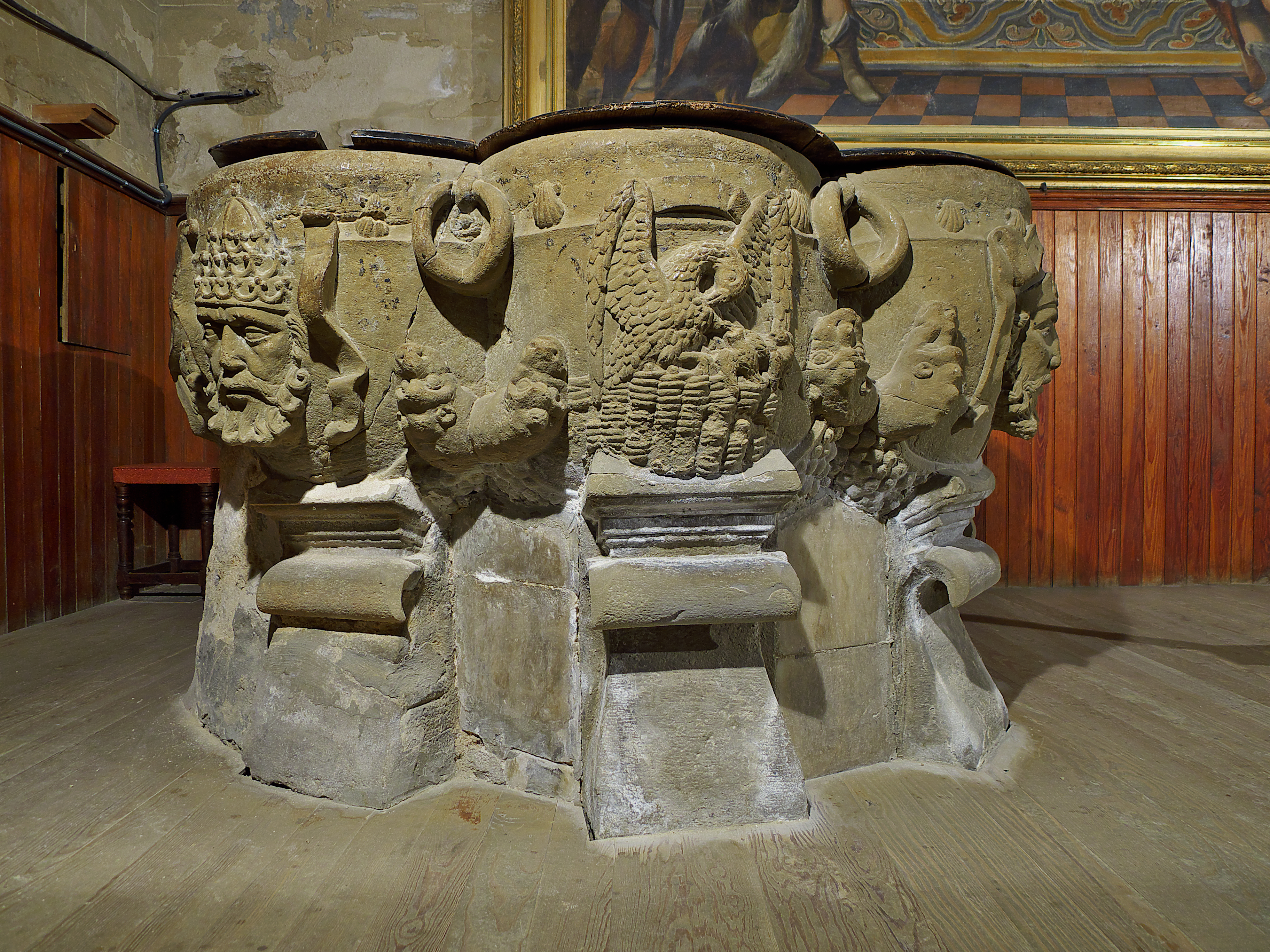
Taufstein der Kathedrale

Calahorra befand sich im 8. Jahrhundert unter die Herrschaft der Mauren, die zunächst die Christen nur wenig tangierte. Allerdings ließ der Kalif von Córdoba, Abd ar-Rahman III., um 932 alle christlichen Gotteshäuser, so auch die Kathedrale, niederreißen. Im Jahr 1045 eroberte König García III. von Navarra Calahorra und brachte es damit wieder unter christliche Oberhoheit.
Im 11. Jahrhundert bekam Calahorra einen in seiner Originalversion nicht erhaltenen Privilegienbrief (fuero), der auf Befehl des Königs Alfons I. von Aragón und Navarra ab 1110 auch für die Siedlungen Funes, Marcilla und Peñalén Gültigkeit hatte. Durch König Alfons VII. von Kastilien-León erhielt Calahorra einen neuen Fuero. Das Gemeinwesen wurde von einem Stadtherrn angeführt; das bedeutendste Amt im Stadtrat bekleidete der ab 1095 bezeugte Stadtrichter. Das Amt der ab 1110 nachweisbaren Alcaldes (Bürgermeister) war bisweilen nicht deutlich von jenem des Richters abgegrenzt.
Im 12. und 13. Jahrhundert war Calahorra von den häufigen Auseinandersetzungen der Königreiche von Navarra, Aragón und Kastilien um den Besitz dieses Gebietes betroffen. Diese Differenzen flauten vorübergehend ab, als der kastilische Thronfolger Sancho III. Anfang des Jahres 1151 Blanka von Navarra in Calahorra ehelichte. Alfons X. von Kastilien-León verlieh Calahorra im Jahr 1255 Marktrechte.
Als der König Ferdinand IV. von Kastilien-León noch minderjährig war, trug sich in Calahorra im Jahr 1300 eine Kontroverse zwischen den Adligen Juan Núñez II. de Lara und Juan Alfonso de Haro zu, da Ersterer auf der Seite des Infanten Alfonso de la Cerda und Letzterer auf jener des kastilischen Herrschers stand. Juan Alfonso de Haro konnte dabei seinen Gegenspieler Lara schlagen und inhaftieren.
In der militärischen Fehde, die Heinrich von Trastámara gegen seinen Halbbruder Peter I. ausfocht, schloss sich Calahorra im Jahr 1366 Ersterem an. So ließ sich Heinrich auch in Calahorra zum König ausrufen. Nachdem die Soldaten seines Halbbruders die Stadt wieder kurzzeitig hatten einnehmen können, stand diese seit 1367 loyal zum Haus Trastámara, bis das königliche Ehepaar Isabella I. und Ferdinand II. die Macht ergriff.

## Sehenswürdigkeiten
- Aus der Westgotenzeit stammt die erste Kathedrale der Stadt; die eine Schatzkammer bergende gotische Kathedrale mitsamt ihrem Kreuzgang (claustro) entstand im 15. und 16. Jahrhundert. Die Gebeine der heiligen Stadtpatrone Emeterius und Chelidonius (zuweilen als Söhne des Marcellus von Tanger angesehen), die um 298 n. Chr. den Märtyrertod erlitten, sollen in der über einem römischen Gefängnis errichteten Kapelle Casa Santa ruhen und werden jährlich am 31. August von Tausenden Pilgern besucht. Die Namen der beiden Heiligen erscheinen auch im Stadtwappen. Die Ende des 18. Jahrhunderts geschaffene Fassade enthält sowohl Elemente des Barock als auch des Klassizismus. Das Innere ist durch einen Binnenchor (coro und trascoro) verstellt; in der Mittelapsis zieht der um 1900 geschaffene Altaraufsatz (retablo) die Blicke auf sich. Beachtenswert ist der spätmittelalterliche Taufstein aus der Vorgängerkirche.[10]
- Aus arabisch-maurischer Zeit stammen Teile der Ruinen der Stadtmauer mit drei Türmen; die Mauren hatten Calahorra zu einem starken Bollwerk ausgebaut.
- Weitere Sakralbauten sind die gotische Kirche San Andrés, die mit Anklängen an den Mudéjarstil erbaute Kirche des Santuario del Carmen und die klassizistische Kirche Santiago Apóstol.
- Ein Museo de la Romanización findet sich versteckt in einer Seitengasse; es präsentiert zahlreiche Fundstücke aus der Römerzeit sowie diverse Schautafeln.[11]
- Der Bischofspalast (palacio episcopál) stammt aus dem 17./18. Jahrhundert mit späteren Anbauten.[12]
- Ein am Stadtrand gelegener kleiner Tetrapylon (humilladero) aus dem 16. Jahrhundert markiert die Stelle eines ehemals hier befindlichen Kreuzes, welches hauptsächlich von den Santiago-Pilgern aufgesucht wurde.[13]

Umgebung
- Die Ruinen eines römischen Aquädukts finden sich 20 km nordwestlich der Stadt. Des Weiteren wurden Reste eines Circus und eines Amphitheaters gefunden.

## Berühmte Söhne und Töchter der Stadt
- Quintilian (um 35 – um 96), römischer Rhetor (geb. im römischen Calagurris)